# Accident de Shekhupura
L'accident de Shekhupura est un accident survenu le 3 juillet 2020 lorsque le Shah Hussain Express (en) est entré en collision avec un bus transportant des pèlerins sikhs à un passage à niveau sans pilote entre Farooqabad et la gare de Bahalike (en) près de la gare de Sachcha Sauda (en) dans le district de Shekhupura, dans le Pendjab, au Pakistan. Au moins 20 personnes (13 hommes et 7 femmes) ont été tuées et dix autres blessées. Le bus qui voyageait de Nankana Sahib à Peshawar transportait 30 passagers, tous de la même famille. Le train était un express Karachi-Lahore.